# Køng
|  | Køng er også en bebyggelse i Køng Sogn, se Køng (Assens Kommune) |
Køng er en lille by på Sydsjælland med 925 indbyggere  (2024). Køng er beliggende i Køng Sogn 14 kilometer nord for Vordingborg og 16 kilometer syd for Næstved. Byen tilhører Vordingborg Kommune og er beliggende i Region Sjælland.
Køng Kirke ligger i byen. Her lå tillige den meget store linnedfabrik, Køng Fabrik fra 1781, anlagt af Niels Ryberg og i drift til 1906. Til fabrikken lå der arbejderboliger, skole, et hospital og forskellige sociale institutioner, der sammen udgjorde et lille bysamfund. De fleste af fabrikkens bygninger er for længst forsvundet, men tilbage står spindeskolen, hospitalet og administrationsbygningen, Gl. Øbjerggaard.
Fabrikkens administrationsbygning, Gl. Øbjerggaard, udgør i dag Køng Museum.